# Timo Salonen
Timo Salonen (rođen 8. listopada 1951.) je finski umirovljeni reli-vozač, te svjetski prvak u reliju 1985.
Salonen je nastupao na utrkama svjetskog prvenstva u reliju (WRC) od 1974.g. do 1992., a 2002. nastupio je na jednoj utrci, Reliju Finska. Ukupno je zabilježio 95 nastupa na WRC utrkama, 11 pobjeda, dok je 24 puta završio na pobjedničkom podiju.
Svojim fizičkim izgledom i navikama odstupao je od ostalih WRC vozača. Salonen je bio pretio, nose je debele naočale, često je pušio, a poznat je bio po svom opuštenom stavu te vožnji automobila jednom rukom na upravljaču. Svjetski prvak je postao 1985. vozeći Peugeotu.